# Aleksy Klawek

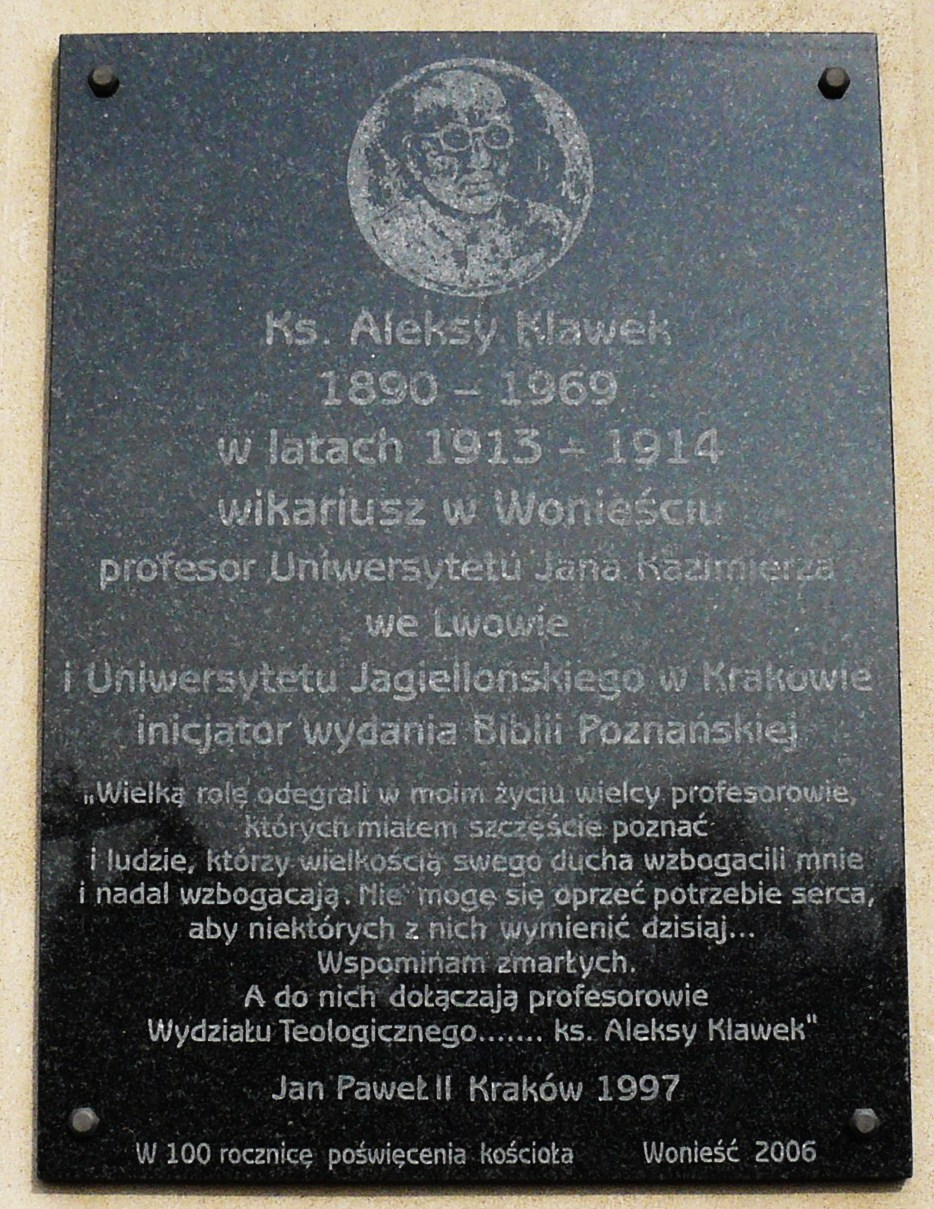
Tablica w Wonieściu

Aleksy Klawek (ur. 11 maja 1890 w Rogoźnie, zm. 22 listopada 1969 w Katowicach) – polski biblista, duchowny katolicki, profesor Uniwersytetu Lwowskiego i Jagiellońskiego, członek Polskiej Akademii Umiejętności.

## Życiorys
Był synem Ignacego i Anny z Krupików. Uczęszczał do gimnazjum w Rogoźnie, studiował następnie w seminariach duchownych w Poznaniu i Gnieźnie (1909–1913); 15 lutego 1913 przyjął w Gnieźnie święcenia kapłańskie. W latach 1914–1917 odbył studia biblistyczne i orientalistyczne na uniwersytetach w Munster, Monachium i Wrocławiu, ponadto zgłębiał asyrologię na uniwersytecie w Paryżu (1922). Na uniwersytecie w Munster obronił w 1917 doktorat teologii (na podstawie pracy Das Gebet zu Jesus). W latach 1919–1922 prowadził wykłady z biblistyki Starego i Nowego Testamentu w gnieźnieńskim i poznańskim seminarium; w 1923 habilitował się na Uniwersytecie Lwowskim (na podstawie pracy Noc Betlejemska. Historia czy legenda) i został profesorem nadzwyczajnym tej uczelni. Objął zarazem kierownictwo Katedry Starego Testamentu; pozostał na Uniwersytecie Lwowskim do 1939, w roku akademickim 1926/1927 pełniąc funkcję dziekana Wydziału Teologicznego, a 1933/1934 – prorektora. Od 1929 był profesorem zwyczajnym. W czasie wojny przez pewien czas był więziony przez Niemców, później ukrywał się na terenie diecezji tarnowskiej. W latach 1945–1966 wykładał na Uniwersytecie Jagiellońskim; kierował Katedrą Starego Testamentu (1945–1954) oraz był dziekanem Wydziału Teologicznego (1947–1951). Od 1966 (do końca życia) prowadził wykłady z biblistyki Starego Testamentu w Seminarium Duchownym w Krakowie. Zmarł w 1969 roku w Katowicach. Spoczywa na cmentarzu parafialnym w Rogoźnie.
Jako duchowny pracował w charakterze wikariusza w kilku parafiach archidiecezji poznańskiej, a w czasie studiów w Niemczech także w polskich parafiach emigracyjnych. W 1918 był kapelanem w obozie jenieckim w Rydzynie. Ubiegał się o kierowanie Katedrą Biblistyki Nowego Testamentu Uniwersytetu Poznańskiego w 1922, bez powodzenia – opóźniono otwarcie Wydziału Teologicznego tej uczelni. We Lwowie działał w Międzyuczelnianej Komisji Akademickiej dla szkół wyższych, w ramach tej instytucji przyczynił się do ukończenia budowy domu akademickiego, powstania trzech nowych kaplic oraz powołania organizacji pomocy finansowej dla studentów. Organizował I Zjazd Teologów Polskich we Lwowie (1928) oraz Zjazdy Polskiego Towarzystwa Teologicznego w Krakowie (1945, 1948) i Lublinie (1946). W 1948 został powołany na członka korespondenta Polskiej Akademii Umiejętności, od 1933 brał udział w pracach Komisji Orientalistycznej PAU. Działał ponadto w Poznańskim Towarzystwie Przyjaciół Nauk (1921 członek honorowy, 1921–1923 wiceprzewodniczący Komisji Teologicznej), Towarzystwie Naukowym we Lwowie, Polskim Towarzystwie Teologicznym (1924–1939 sekretarz), Polskim Towarzystwie Orientalistycznym (1929–1939 członek zarządu, 1968 członek honorowy). W latach 1924–1939 był redaktorem naczelnym pisma Collectanea Theologica, a w 1948 należał do założycieli pisma Ruch Biblijny i Liturgiczny i także został jego pierwszym redaktorem naczelnym (do 1954).
Po likwidacji Wydziału Teologicznego we Lwowie w listopadzie wyjechał z tego miasta.

## Dzieła
Jego zainteresowania naukowe obejmowały biblistykę Starego i Nowego Testamentu, orientalistykę, historię starożytną Bliskiego Wschodu, etymologię. Biblię traktował jak dzieło literackie i do badań jej tekstu wprowadził zasady nauk o tekstach religijnych. Zajmował się historią przekładów psalmów na język polski, między innymi dorobkiem Jana Kochanowskiego w tej dziedzinie; zbadał pochodzenie słowa psalm. Współpracował z pismami Przegląd Teologiczny, Ruch Teologiczny. W pracy naukowej był wysoko ceniony m.in. przez Karola Wojtyłę. Ogłosił przekłady Officium Parvum (1949), Officium Deffunctorum (1949) oraz ksiąg Nowego Testamentu, a także ponad 320 własnych prac, w tym:
- Princeps exegetarum. Ku czci Św. Hieronima (1920)
- Adres listu do Filipensów (1925)
- Imię Jezus w świetle filologii biblijnej (1925)
- Uwagi filologiczne do wiersza Phil 2,6 (1925)
- Znaczenie słowa „katylama” u Łukasza 2,7 (1925)
- Mapa Palestyny (1926, z Eugeniuszem Romerem)
- De pronunciatione vocis Jerusalem (1932)
- Imię hebrajskie Boga „Jahwe” i „Eluhim” (1932)
- Psałterz. Przekład na język polski (1938)
- Etymologia imienia Maria (1948)
- Pojęcie prawdy w literaturze biblijnej (1949)
- X. Jakub Wujek w opinii wieków (1950)
- Dekret Stolicy Apostolskiej w sprawie historyczności ksiąg świętych (1962)
- Konstytucja o Objawieniu (1966)
- Wyraz „biblia” i jego równoznaczniki (1967)
- Znalezienie przysięgi antymodernistycznej (1967).